# Fooz
Fooz (en wallon Fô) est une section de la commune belge d'Awans située en Wallonie dans la province de Liège.
C'était une commune à part entière avant la fusion des communes de 1977.

## Démographie
- Sources:INS, Rem:1831 jusqu'en 1970=recensements, 1976= nombre d'habitants au 31 décembre

## Patrimoine et culture

### Patrimoine architectural et sites

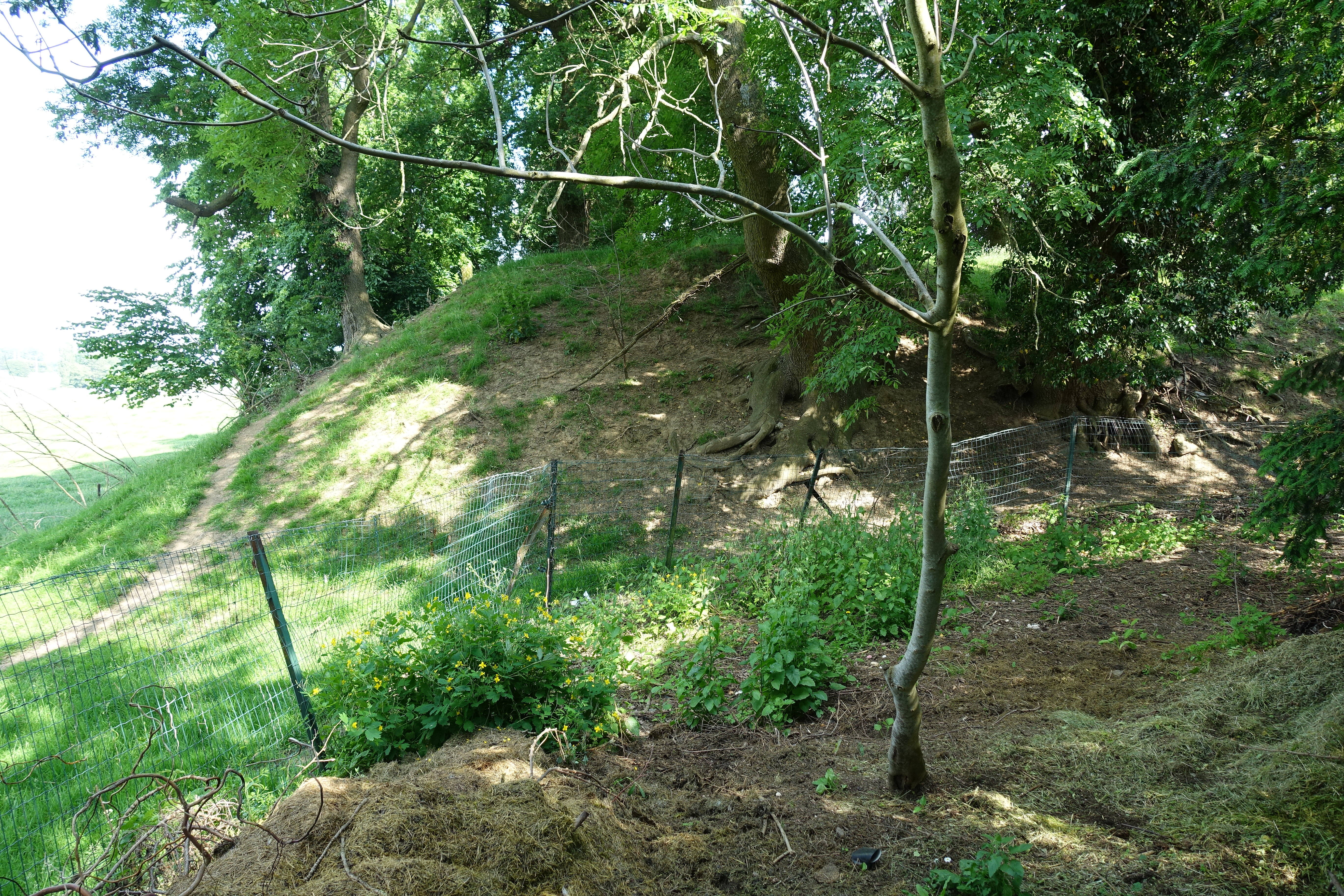
Motte de Fooz.

À Fooz, on trouve une motte, une éminence de terre sur laquelle se trouvait, au Moyen Âge, un logis seigneurial fortifié, décrit au XIIIe siècle comme un petit château dont la cour était fermée de murailles de terre et un fossé. 